# Sattajärvi (sjö i Torneå)
Sattajärvi är en sjö i Finland. Den ligger i kommunen Torneå i landskapet Lappland, i den norra delen av landet, 700 km norr om huvudstaden Helsingfors. Sattajärvi ligger 44,8 meter över havet. Arean är 71,4 hektar och strandlinjen är 4,27 kilometer lång. Sjön  ingår i Kemi älvs huvudavrinningsområde. 